# Автоны

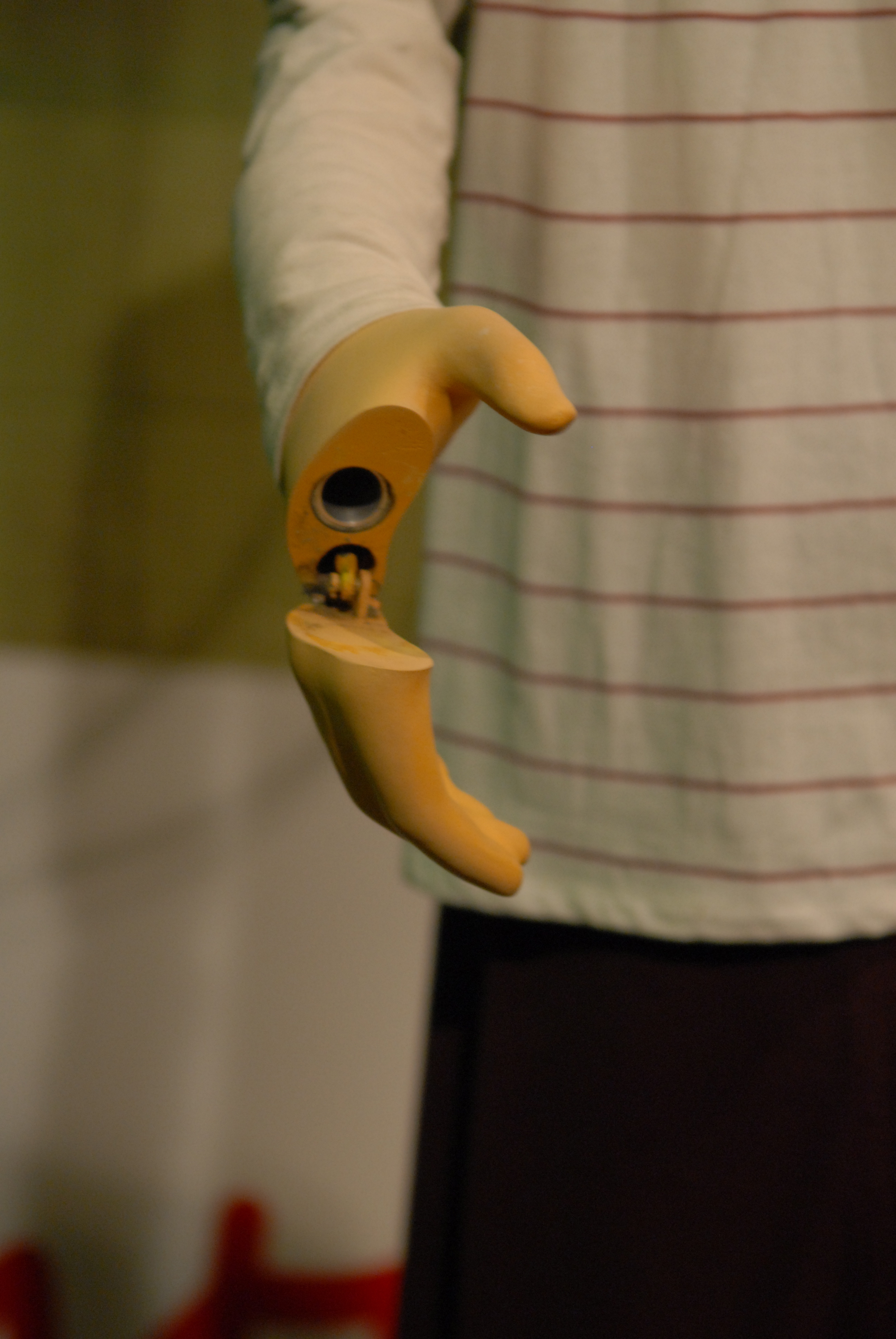
Оружие автонов.

Автоны (англ. Autons) — искусственная форма жизни из британского научно-фантастического телесериала «Доктор Кто». Впервые появляются в серии «Острие из космоса» в 1970. Они были первыми монстрами из Доктора Кто, которые были показаны в цвете.
Автоны — это пластиковые манекены, управляемые Сущностями Нестин, которые прибыли на Землю в первый раз в полых пластиковых метеоритах. Их имя произошло от «Авто Пластика», компании, в которую проникли Нестин и в которой впоследствии были произведены оболочки Автонов в Острии.
Автоны скрывают в своих руках смертельное оружие, которое может убить или испарить цель. Типичный Автон не выглядит особенно реалистично, имеет сходство с манекеном и двигается, как робот. Тем не менее, может быть создан более умный Автон, который выглядит и двигается, как человек, только имеет лёгкий блеск на коже и безжизненный голос (однако в эпизоде «Пандорика открывается» были показаны автоны, внешне неотличимые от людей).

## История
Нестин — одни из древнейших существ во вселенной Доктора Кто, описанные как творение, которое существует с «Тёмных времён» вместе с ракносс, гельтами и тишиной. В конечном счёте, они попытались захватить Землю, используя больше человекоподобных автонов, чтобы заменить ключевые государственные фигуры, но всё же их планы были расстроены UNIT с помощью Доктора.
Впоследствии Нестин вернулись в сериал во второй год Джона Пертви в качестве Третьего Доктора, в серии «Террор автонов», который также представил персонажа Мастера. В этот раз Нестин также использовало больше светских объектов, оживающие пластиковые игрушки, надувные стулья и искусственные цветы. Доктор убеждал Мастера, что Нестин слишком опасны, чтобы быть надёжными союзниками, и они отправили радио-луч обратно в космос, который отправил вторжение обратно в космос.
Ранние эскизы серии «Пять Докторов» показывают сцену, где Сара Джейн Смит сталкивается с некоторыми автонами и была спасена третьим Доктором, но эта сцена была заброшена перед съёмками по причинам времени и расходов. Третье появление было запланировано в 1985 сезона с Колином Бэйкером в качестве Шестого Доктора, но оно так и не осуществилось.
Хотя автоны появились всего два раза в старых сериях, они остаются самыми запоминающимися монстрами, ассоциирующимися с «Доктором Кто». Образ оживающих манекенов, стреляющих в людей — это один из канонических моментов и он часто приводится как пример, когда повседневные вещи могут превратиться в кошмар.
Когда «Доктор Кто» возродился в 2005 году, продюсер и сценарист Рассел Т. Дэйвис выбрал автонов как первых монстров, которые должны появиться в сериале. В «Розе» выяснилось, что Нестин потеряли свою планету в войне и решили прийти на Землю, так как здесь много дыма, токсинов, масла и различных загрязняющих веществ. Доктор, в конечном счёте, уничтожил их с помощью «анти-пластика».
Позже автоны вернулись в пятом сезоне «Доктора», в 12-й серии «Пандорика открывается».

## Другие появления
Автоны появляются в эпизоде «Любовь и монстры» во флешбеке, относящимся к событиям эпизода «Роза».
Нестин также появлялись в спин-офф новеллах.
В новелле Шестого Доктора «Дело необычности» Нестин использовали компьютерные игры и пластиковые игрушки. В книге Synthespians актёры телевизионной станции не были теми, кем они казались. Эта новелла так же показала повелителей времени, которые напали на их дом Полимос, который возможно связан с войной, упомянутой в «Розе».
Автоны появлялись в Журнале Невозможных Вещей Джона Смита в эпизоде «Человеческая природа»(2007).

## Упоминания вне «Доктора Кто»
- В фильме «Чужой 4: Воскрешение» когда выясняется, что Колл (Вайнона Райдер) является андроидом, другой персонаж определяет её как «автона — робота, созданного другими роботами».